# Lycoris Recoil
Lycoris Recoil (jap. リコリス・リコイル Rikorisu Rikoiru) – japoński projekt multimedialny stworzony przez Spider Lily (Kadokawa Corporation, Dentsu i Aniplex) oraz Asaurę. Telewizyjny serial anime wyprodukowany przez studio A-1 Pictures był emitowany od lipca do września 2022.

## Fabuła
Takina Inoue, pewna siebie licealistka pracująca jako agentka Direct Attack, kobiecej grupy zabójczyń i szpiegów znanych jako „Lycoris” wysyłanych w celu eliminacji przestępców i terrorystów w Tokio, zostaje ukarana przez swoich przełożonych za niesubordynację i przeniesiona do pracy pod „elitarną” agentką Chisato Nishikigi w jednym z oddziałów agencji, która działa pod przykrywką kawiarni o nazwie „LycoReco”. Początkowo zrażona niefrasobliwą naturą Chisato i zwyczajem nieśmiercionośnego pokonywania wrogów, Takina musi nauczyć się, jak dogadywać się ze swoją nową partnerką, jeśli ma mieć jakąkolwiek nadzieję na powrót na swoje poprzednie stanowisko.

## Bohaterowie
- Chisato Nishikigi (jap. 錦木 千束 Nishikigi Chisato)

Seiyū: Chika Anzai 
- Takina Inoue (jap. 井ノ上 たきな Inoue Takina)

Seiyū: Shion Wakayama 
- Mizuki Nakahara (jap. 中原 ミズキ Nakahara Mizuki)

Seiyū: Ami Koshimizu 
- Kurumi (jap. クルミ)

Seiyū: Misaki Kuno 
- Mika (jap. ミカ)

Seiyū: Kosuke Sakaki 
- Fuki Harukawa (jap. 春川 フキ Harukawa Fuki)

Seiyū: Maki Kawase 
- Sakura Otome (jap. 乙女 サクラ Otome Sakura)

Seiyū: Makoto Koichi 
- Kusunoki (jap. 楠木)

Seiyū: Yōko Sōmi 
- Shinji Yoshimatsu (jap. 吉松 シンジ Yoshimatsu Shinji)

Seiyū: Yōji Ueda 

## Anime
Seria została zapowiedziana w grudniu 2021. Serial został wyprodukowany przez A-1 Pictures i wyreżyserowany przez Shingo Adachiego. Za scenariusz odpowiada Asaura, postacie zaprojektował Imigimuru, natomiast muzykę skomponował Shūhei Mutsuki. Anime było emitowane od 2 lipca do 24 września 2022 w stacjach Tokyo MX, GYT, GTV i BS11. Motywem otwierającym jest „Alive” w wykonaniu ClariS, kończącym zaś „Hana no tō” (jap. 花の塔) autorstwa Sayuri. Prawa do streamingu serii nabył Crunchyroll.
11 lutego 2023 ogłoszono nowy projekt związany z anime. Później, w lipcu 2024, ujawniono, że będzie to 6 krótkometrażowych filmów anime, koncentrujących się na codziennym życiu postaci z serii. Tytuł projektu, Lycoris Recoil: Friends are thieves of time, został ogłoszony w styczniu 2025. Ujawniono także skład zespołu odpowiedzialnego za każdy odcinek. Anime zostało udostępnione na kanale YouTube firmy Aniplex oraz na innych platformach w okresie od 16 kwietnia do 21 maja 2025.

### Lista odcinków
| №  | Tytuł                       | Reżyseria        | Scenariusz        | Scenorys                       | Premiera         |
| -- | --------------------------- | ---------------- | ----------------- | ------------------------------ | ---------------- |
| 1  | Easy does it                | Yūsuke Shibata   | Shingo Adachi     | Shingo Adachi                  | 2 lipca 2022     |
| 2  | The more the merrier        | Tomohisa Onoue   | Shingo Adachi     | Takahiro Miura                 | 9 lipca 2022     |
| 3  | More haste, less speed      | Yūsuke Maruyama  | Dai Hazeyama      | Shingo Adachi, Yūsuke Maruyama | 16 lipca 2022    |
| 4  | Nothing seek, nothing find  | Tetsuya Takeuchi | Yūsuke Kanbayashi | Tetsuya Takeuchi               | 23 lipca 2022    |
| 5  | So far, so good             | Akiko Seki       | Takahiro Shikama  | Takahiro Shikama               | 30 lipca 2022    |
| 6  | Opposites attract           | Takashi Sakuma   | Takahiro Shikama  | Takahiro Shikama               | 6 sierpnia 2022  |
| 7  | Time will tell              | Yūsuke Shibata   | Dai Hazeyama      | Yūsuke Shibata                 | 13 sierpnia 2022 |
| 8  | Another day, another dollar | Kakushi Ifuku    | Yūsuke Kanbayashi | Kagetsu Aizawa                 | 20 sierpnia 2022 |
| 9  | What’s done is done         | Yūsuke Maruyama  | Yūsuke Kanbayashi | Atsushi Ōtsuki                 | 27 sierpnia 2022 |
| 10 | Repay evil with evil        | Tomohisa Onoue   | Dai Hazeyama      | Shingo Adachi, Tomohiko Itō    | 3 września 2022  |
| 11 | Diamond cut diamond         | Akiko Seki       | Yūsuke Kanbayashi | Gōichi Iwahata                 | 10 września 2022 |
| 12 | Nature versus nurture       | Yūsuke Shibata   | Yūsuke Kanbayashi | Kagetsu Aizawa                 | 17 września 2022 |
| 13 | Recoil of Lycoris           | Yūsuke Maruyama  | Yūsuke Kanbayashi | Shingo Adachi                  | 24 września 2022 |

## Manga
Adaptacja w formie mangi autorstwa Yasunoriego Bizena ukazuje się od 5 września 2022 w magazynie „Gekkan Comic Flapper” wydawnictwa Media Factory.

## Light novel
Spin-off w formie light novel, zatytułowany Lycoris Recoil: Ordinary Days, autorstwa Asaury został wydany 9 września 2022 nakładem wydawnictwa ASCII Media Works pod imprintem Dengeki Bunko.